# Luigi Gatti (imprenditore)
Gaspare Antonio Pietro Gatti, noto come Luigi Gatti (Montalto Pavese, 3 gennaio 1875 – Oceano Atlantico, 15 aprile 1912), è stato un imprenditore italiano; ricoprì il ruolo di direttore e gestore del ristorante À la carte sul Titanic.

## Primi anni e carriera
Gaspare Gatti nacque il 3 gennaio 1875 a Montalto Pavese, uno fra gli undici figli del consigliere comunale e magistrato Paolo Gatti e di Maria Nascimbene.
Spostatosi in Inghilterra in giovane età, Gatti cominciò la sua carriera di ristoratore nella capitale.
Nel 1902, nella chiesa di San Luca, nel distretto londinese di Hammersmith, Gatti sposò Edith Kate Cheese, figlia del maggiordomo William James Cheese e di Emily. Ebbero un figlio, Luigi Victor "Vittorio", nato nel 1904. Nel 1911, la famiglia Gatti si spostò da Hammersmith a Marylebone, lungo la Great Titchfield Street.

## Sull'Olympice sulTitanic

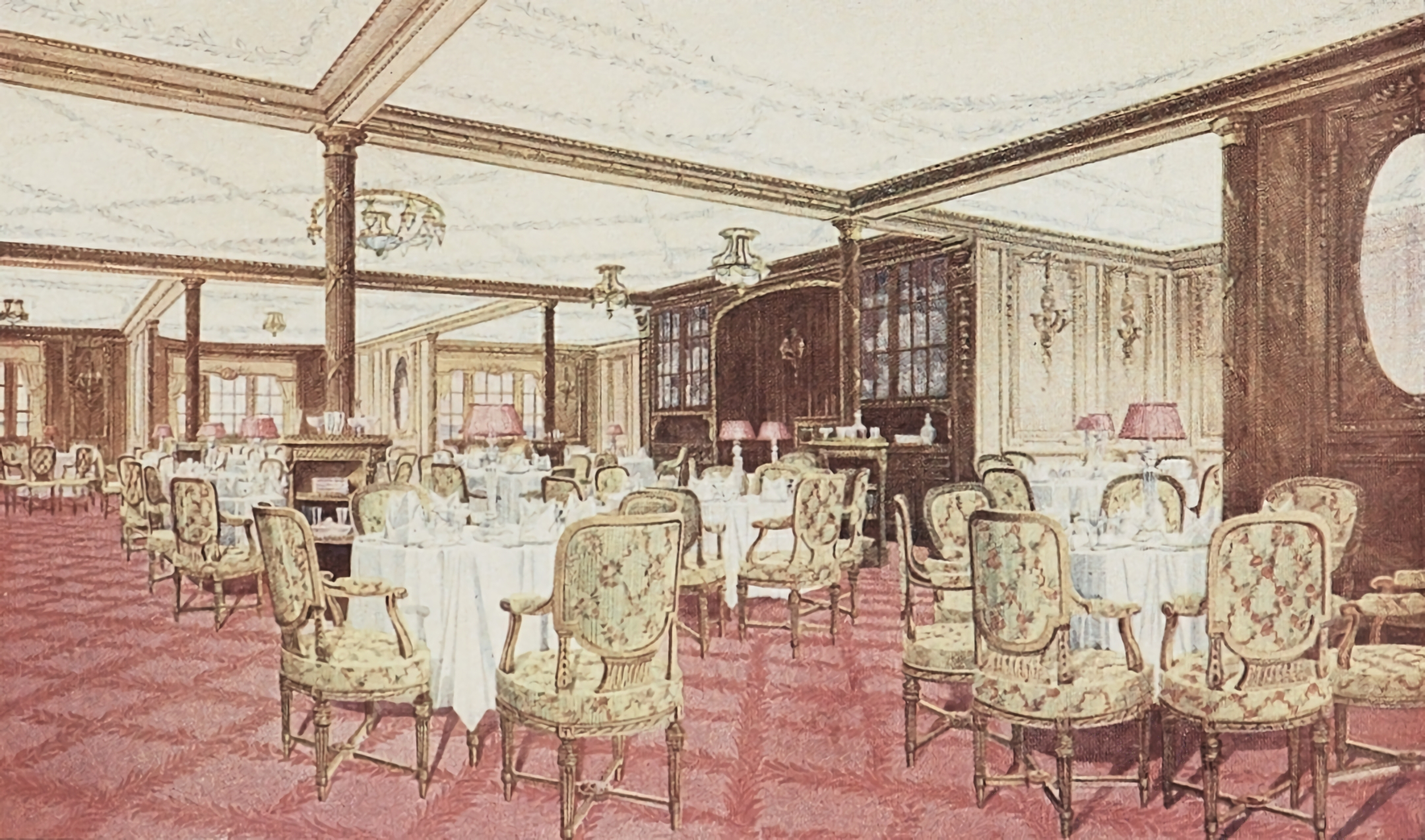
Il ristorante À la carte gestito da Gatti sul Titanic

Nel 1912 la famiglia Gatti si spostò nuovamente, a Southampton, in quanto Gatti era stato chiamato a gestire i ristoranti dei transatlantici della White Star Line; venne assunto a bordo dell'Olympic nel ristorante di prima classe À la carte, così chiamato in quanto non offriva un menu fisso e consentiva ai passeggeri di consumare ciò che desideravano; in seguito fu spostato sulla nave gemella dell'Olympic, il Titanic, che vantava una sala ancora più grande, in grado di ospitare oltre 150 clienti, con lo stesso ruolo e con a disposizione ventisei camerieri, tutti di nazionalità italiana.

## Morte
Gatti perse la vita all'età di 37 anni nel disastro del Titanic, che si scontrò con un iceberg ed affondò nella notte tra il 14 ed il 15 aprile 1912; alcuni dei superstiti dissero di averlo visto in disparte in mantello e tuba nelle fasi finali dell'affondamento. Il suo corpo venne recuperato dalla CS Minia fra il 26 aprile ed il 6 maggio 1912 e, riconosciuto, venne sepolto nel cimitero di Fairview, ad Halifax, Canada, luogo di sepoltura di numerosi naufraghi del celebre piroscafo.